# Silene trajectorum
Silene trajectorum är en nejlikväxtart som beskrevs av Vladimir Leontjevitj Komarov. Silene trajectorum ingår i släktet glimmar, och familjen nejlikväxter. Inga underarter finns listade i Catalogue of Life.